# 谢镕仁
蘇帕猜·謝拉瓦農（1967年3月24日—），中文名谢镕仁，是一位泰国华人企业家。

## 生平
1967年出生于泰国曼谷，父亲是正大集团董事长谢国民。1975年在台湾待一年学习中文。1989年毕业于波士顿大学。在休斯顿一家石油化工公司实习后回到泰国进入正大集团工作。在不同子公司任职后，于2015年担任正大集团首席执行官。

## 家庭
和妻子Busadee有三个孩子，共同生活在曼谷。